# Бодански, Джозеф
Джозеф Бодански (англ. Yossef Bodansky) — американский политолог.

## Биография
Родился в Израиле 1-го мая 1954 г. В 1980-х годах работал старшим консультантом в Госдепартаменте и министерстве обороны США. С 1988 по 2004 годы был директором рабочей группы Конгресса США по противодействию терроризму. Был также директором по исследованиям Международной ассоциации стратегических исследований. Умер в Болтиморе (шт. Мэриленд), США 5-го декабря 2021 г. Похоронен в Тель Авиве, Израиль.

## Книги
- Target America: Terrorism in the U.S. (1993, Shapelsky Publishers Inc.).
- Crisis in Korea (1994, Shapelsky Publishers Inc.).
- Terror: The Inside Story of The Terrorist Conspiracy in America (1994, Shapelsky Publishers Inc.).
- Offensive in the Balkans: The Potential for a Wider War as a Result of Foreign Intervention in Bosnia-Herzegovina (1995, International Media Corp./ISSA). ()
- Some Call It Peace: Waiting for War In the Balkans (1996, International Media Corp./ISSA). ()
- Bin Laden: The Man Who Declared War on America (1999, 2001, Random House).
- Islamic Anti-Semitism as a Political Instrument (1999, 2000, ACPR Publications and Tammuz Publishers).
- The High Cost of Peace: How Washington’s Middle East Policy Left America Vulnerable to Terrorism (2002, Random House).
- The Secret History of the Iraq War (2004, HarperCollins).